# Kondotiér

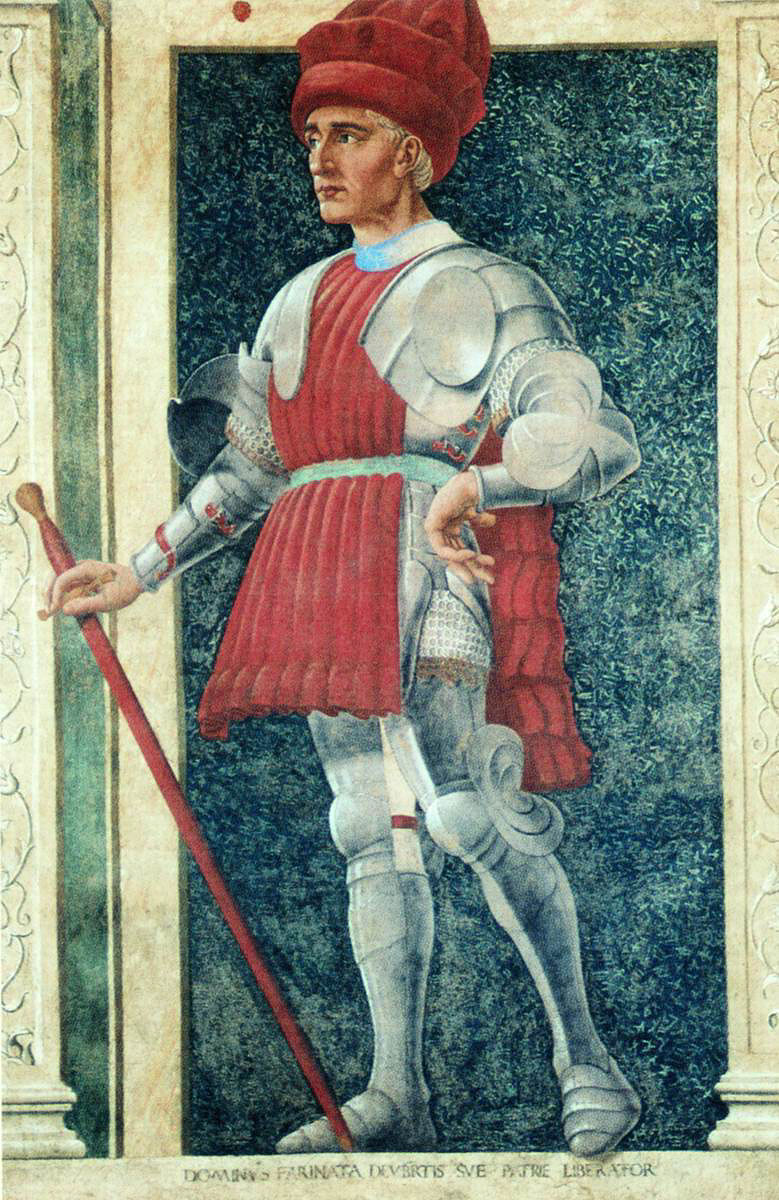
Andrea del Castagno: Kondotiér Farinata (cca 1455)

Kondotiér (ital., od condotta, velení) byl velitel nájemné armády v Itálii, zejména ve 14. až 16. století. V přeneseném smyslu žoldnéř, bezohledný válečník.

## Historie
Ve 12. a 13. století italská města velice zbohatla obchodem, neměla však téměř žádné válečníky, takže byla snadnou kořistí pro sousedy. Podobně na tom byli často i papežové. Proto si vedení měst najímalo vojáky z ciziny (compagnia da ventura) i s velitelem – kondotiérem. Pokud se patriciové nemohli dohodnout, svěřovali celou obranu města najatému válečníkovi, často cizinci, který se pak nazýval podesta.
Kondotiéři byli pověstní svou nespolehlivostí, za lepší žold byli ochotni změnit stranu, někdy dokonce v průběhu bitvy. Brzy si také uvědomili, že město je vůči nim bezmocné, a začali si diktovat podmínky, někteří se města sami zmocnili a stali se mocnými politiky. Francesco Sforza, jehož otec byl také kondotiérem, se roku 1450 stal vévodou milánským. Koncem 15. století se však ukázalo, že kondotiéři zanedbali vývoj vojenské techniky a francouzské, švýcarské i španělské vojsko je opakovaně poráželo, takže už počátkem 16. století postupně vymizeli.